# 2016 SD106
2016 SD106 est un objet transneptunien faisant partie des objets détachés, répondant aux critères de transneptunien extrême.